# John J. Kelley
Pour les articles homonymes, voir John Kelley et Kelley.
John Joseph « Johnny » Kelley, né le 24 décembre 1930 à Norwich et mort le 21 août 2011 à North Stonington, est un coureur de fond américain. Il a remporté le marathon de Boston en 1957 et la médaille d'or du marathon aux Jeux panaméricains de 1959.

## Biographie
Né à Norwich dans le Connecticut, John Joseph Kelley grandit dans la ville proche de New London. À l'âge de seize ans, il est initié par son père à la course à pied qui le fait participer à une course de 10 miles à Littleton, où court également Johnny Kelley (en). Il termine la course les pieds en sang mais son homonyme lui fait remarquer qu'il possède un certain talent pour la course à pied. Il se rêve à devenir marathonien mais abandonne lors de sa première tentative à Boston. Il est ensuite recruté à l'université de Boston où il intègre l'équipe d'athlétisme. Il y démontre de bons résultats en cross-country et sur piste mais se lasse vite de tourner en rond. Il se spécialise alors en course sur route et décide de concrétiser ses rêves de marathonien. Il prend à nouveau le départ du marathon de Boston en 1953 qu'il termine à la cinquième place en 2 h 28 min 19 s, le meilleur temps d'un coureur américain depuis Joe Smith en 1942,,.
Le 19 avril 1956, il prend un bon départ au marathon de Boston, menant la première partie de course. Le Finlandais Antti Viskari parvient à le doubler dans les Newton Hills, et parvient à défendre sa place pour remporter la victoire. John J. Kelley doit se contenter de la deuxième marche du podium. Le 30 septembre, il remporte la victoire haut la main au marathon de Yonkers (en), battant de sept minutes son plus proche rival, Nicholas Costes. Il décroche le titre de champion des États-Unis de marathon et décroche son ticket pour les Jeux olympiques d'été à Melbourne. Il s'y classe 21e en 2 h 43 min 40 s.
Le 20 avril 1957, il s'élance sur le parcours corrigé du marathon de Boston. Prenant un départ prudent, il rattrape le groupe de tête après dix kilomètres de course et forme une échappée avec le Finlandais Veikko Karvonen et le Coréen Han Seung-Chul. Il parvient à se distancer de ses rivaux à quinze kilomètres de l'arrivée. Il termine la course en solitaire, s'imposant en 2 h 20 min 5 s. Il signe son record personnel sur la distance du marathon et devient le premier Américain depuis son homonyme Johnny Kelley en 1945 à remporter la célèbre épreuve. Quatre semaines plus tard, il s'impose à nouveau sur le marathon de Yonkers.
Il ne parvient pas à défendre son titre au marathon de Boston en 1958, se faisant surprendre par le Yougoslave Franjo Mihalić et termine deuxième à cinq minutes de ce dernier. Le 31 août, il prend part au marathon de Saint-Hyacinthe qui accueille les championnats d'Amérique du Nord de course sur route. Sous une chaleur écrasante, il domine la course et s'impose en 2 h 31 min 57 s pour décrocher le titre, battant de plus de vingt minutes son plus proche poursuivant, Ted Corbitt.
Le 2 septembre 1959, il prend part au marathon des Jeux panaméricains à Chicago qu'il remporte avec aisance. Il devient ainsi le premier Américain depuis John Hayes aux Jeux olympiques de 1908 à remporter une médaille d'or sur marathon dans une compétition majeure.
Le 22 mai 1960, il s'impose pour la cinquième fois d'affilée au marathon de Yonkers, établissant le record du parcours en 2 h 20 min 13 s. Il se classe 19e en 2 h 24 min 58 s du marathon des Jeux olympiques d'été à Rome.
Le 13 août 1961, il prend le départ de la course du Mont Washington, relancée après 23 ans de pause. Sans expérience sur ce genre d'épreuve, il prend rapidement les commandes de la course et s'impose en 1 h 8 min 28 s, devançant d'une minute et demi son plus proche rival, Larry Darron. L'année suivante, il s'élance parmi les favoris aux côtés du Britannique Fred Norris avec lequel il s'est entraîné spécifiquement pour la course. Au coude-à-coude durant la première partie de course, le duo se sépare à mi-parcours lorsque Fred Norris parvient à creuser l'écart pour aller chercher la victoire. John J. Kelley franchit la ligne d'arrivée trois minutes et demi après ce dernier. En 1966, lorsque la course est à nouveau relancée, il se classe à nouveau deuxième, derrière un autre Britannique, Leo Carroll.
En 2002, il est admis au National Distance Running Hall of Fame.
Il meurt le 21 août 2011 à North Stonington des suites d'un mélanome qui s'est propagé jusqu'aux poumons,.
Ses pratiques d'entraînement sur piste et ses tactiques de course où il considère le marathon non pas comme une épreuve d'endurance pure mais comme une épreuve de vitesse et de tactique, font qu'il est considéré comme le premier marathonien américain moderne,,.
Il est surnommé « Kelley the Younger » pour éviter la confusion avec Johnny A. Kelley avec lequel il ne partage pas de lien de parenté.

## Hommage

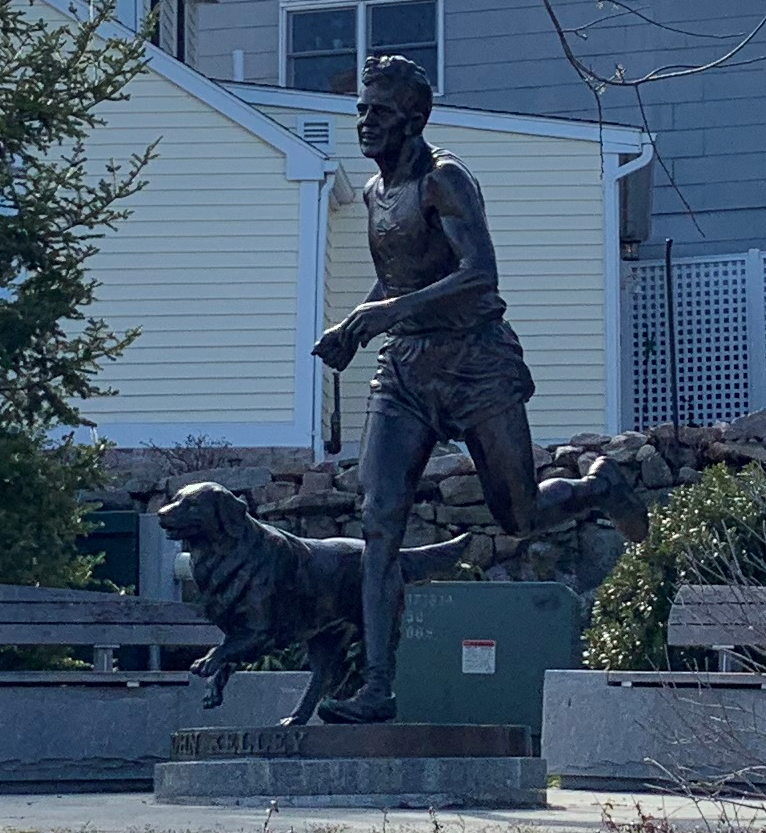
Statue de John J. Kelley avec son chien Brutus à Mystic dans le Connecticut.

En 2014, une statue est érigée en son honneur dans la ville de Mystic dans le Connecticut où il possédait un magasin de sport.

## Palmarès

### Route
| Année | Compétition                                 | Lieu            | Place | Épreuve          | Performance     |
| ----- | ------------------------------------------- | --------------- | ----- | ---------------- | --------------- |
| 1948  | Around Cape Ann                             | Gloucester      | 2e    | 25 kilomètres    | 1 h 33 min 32 s |
| 1951  | Manchester Road Race                        | Manchester      | 1er   | Course populaire | 24 min 30 s     |
| 1952  | Manchester Road Race                        | Manchester      | 1er   | Course populaire | 25 min 33 s     |
| 1953  | Marathon de Boston                          | Boston          | 5e    | Marathon         | 2 h 28 min 19 s |
| 1953  | Manchester Road Race                        | Manchester      | 1er   | Course populaire | 24 min 20 s     |
| 1956  | Marathon de Boston                          | Boston          | 2e    | Marathon         | 2 h 14 min 33 s |
| 1956  | Marathon de Yonkers                         | Yonkers         | 1er   | Marathon         | 2 h 24 min 53 s |
| 1956  | Jeux olympiques d'été                       | Melbourne       | 21e   | Marathon         | 2 h 43 min 40 s |
| 1957  | Marathon de Boston                          | Boston          | 1er   | Marathon         | 2 h 20 min 5 s  |
| 1957  | Marathon de Yonkers                         | Yonkers         | 1er   | Marathon         | 2 h 24 min 56 s |
| 1957  | Around Cape Ann                             | Gloucester      | 1er   | 25 kilomètres    | 1 h 24 min 59 s |
| 1957  | Manchester Road Race                        | Manchester      | 1er   | Course populaire | 23 min 59 s     |
| 1958  | Marathon de Boston                          | Boston          | 2e    | Marathon         | 2 h 30 min 51 s |
| 1958  | Marathon de Yonkers                         | Yonkers         | 1er   | Marathon         | 2 h 21 min 1 s  |
| 1958  | Championnats d'Amérique du Nord de marathon | Saint-Hyacinthe | 1er   | Marathon         | 2 h 31 min 58 s |
| 1959  | Marathon de Boston                          | Boston          | 2e    | Marathon         | 2 h 23 min 43 s |
| 1959  | Marathon de Yonkers                         | Yonkers         | 1er   | Marathon         | 2 h 21 min 55 s |
| 1959  | Championnats des États-Unis de 20 km        | Needham         | 1er   | 20 kilomètres    | 1 h 4 min 9 s   |
| 1959  | Jeux panaméricains                          | Chicago         | 1er   | Marathon         | 2 h 27 min 55 s |
| 1959  | Championnats des États-Unis de 25 km        | Schenectady     | 1er   | 25 kilomètres    | 1 h 18 min 18 s |
| 1959  | Manchester Road Race                        | Manchester      | 2e    | Course populaire |                 |
| 1960  | Marathon de Yonkers                         | Yonkers         | 1er   | Marathon         | 2 h 20 min 14 s |
| 1960  | Championnats des États-Unis de 20 km        | Needham         | 1er   | 20 kilomètres    | 1 h 4 min 46 s  |
| 1960  | Jeux olympiques d'été                       | Rome            | 19e   | Marathon         | 2 h 24 min 58 s |
| 1960  | Cherry Tree Marathon                        | Bronx           | 1er   | Marathon         | 2 h 25 min 28 s |
| 1961  | Marathon de Boston                          | Boston          | 2e    | Marathon         | 2 h 23 min 54 s |
| 1961  | Marathon de Yonkers                         | Yonkers         | 1er   | Marathon         | 2 h 26 min 54 s |
| 1961  | Marathon de Saint-Hyacinthe                 | Saint-Hyacinthe | 1er   | Marathon         | 2 h 31 min 50 s |
| 1961  | Manchester Road Race                        | Manchester      | 1er   | Course populaire | 24 min 21 s     |
| 1962  | Cherry Tree Marathon                        | Bronx           | 2e    | Marathon         | 2 h 29 min 55 s |
| 1962  | Marathon de Boston                          | Boston          | 4e    | Marathon         | 2 h 28 min 37 s |
| 1962  | Marathon de Yonkers                         | Yonkers         | 1er   | Marathon         | 2 h 27 min 40 s |
| 1962  | Marathon de Saint-Hyacinthe                 | Saint-Hyacinthe | 3e    | Marathon         | 2 h 29 min 43 s |
| 1962  | Manchester Road Race                        | Manchester      | 1er   | Course populaire | 24 min 30 s     |
| 1963  | Marathon de Boston                          | Boston          | 2e    | Marathon         | 2 h 21 min 9 s  |
| 1963  | Marathon de Yonkers                         | Yonkers         | 1er   | Marathon         | 2 h 25 min 18 s |
| 1963  | Championnats des États-Unis de 20 km        | Needham         | 1er   | 20 kilomètres    | 1 h 4 min 20 s  |
| 1963  | Marathon de Saint-Hyacinthe                 | Saint-Hyacinthe | 2e    | Marathon         | 2 h 34 min 18 s |
| 1963  | Manchester Road Race                        | Manchester      | 2e    | Course populaire | 24 min 8 s      |
| 1964  | Marathon de Yonkers                         | Yonkers         | 3e    | Marathon         | 2 h 44 min 47 s |
| 1964  | Championnats des États-Unis de 25 km        | Flushing        | 1er   | 25 kilomètres    | 1 h 29 min 1 s  |
| 1965  | Cherry Tree Marathon                        | Bronx           | 3e    | Marathon         | 2 h 36 min 19 s |
| 1965  | Marathon de Yonkers                         | Yonkers         | 3e    | Marathon         | 2 h 38 min 56 s |
| 1965  | Manchester Road Race                        | Manchester      | 3e    | Course populaire | 24 min 43 s     |
| 1966  | Cherry Tree Marathon                        | Bronx           | 3e    | Marathon         | 2 h 38 min 25 s |
| 1967  | Cherry Tree Marathon                        | Bronx           | 2e    | Marathon         | 2 h 35 min 51 s |

### Course en montagne
| no  | masculin          | Course                    | Longueur | Départ          | Temps          |
| --- | ----------------- | ------------------------- | -------- | --------------- | -------------- |
| 1re | Médaille d'or     | Course du Mont Washington | 12,23 km | 13 août 1961    | 1 h 8 min 54 s |
| 2e  | Médaille d'argent | Course du Mont Washington | 12,23 km | 15 juillet 1962 | 1 h 8 min 28 s |
| 2e  | Médaille d'argent | Course du Mont Washington | 12,23 km | 19 juin 1966    | 1 h 7 min 48 s |

## Records
| Épreuve       | Performance     | Date              | Lieu         |
| ------------- | --------------- | ----------------- | ------------ |
| 10 000 mètres | 32 min 15 s 5   | 4 juin 1960       | Whitinsville |
| 15 kilomètres | 47 min 17 s     | 20 août 1967      | Haverhill    |
| 10 miles      | 49 min 47 s     | 1er août 1959     | Providence   |
| 20 kilomètres | 1 h 4 min 4 s   | 11 septembre 1965 | Dedham       |
| 25 kilomètres | 1 h 18 min 18 s | 20 septembre 1959 | Schenectady  |
| 30 kilomètres | 1 h 37 min 53 s | 7 septembre 1958  | New London   |
| Marathon      | 2 h 20 min 5 s  | 20 avril 1957     | Boston       |